# Joël Hubaut
Joël Hubaut (né en 1947 à Amiens) est un artiste français d'art contemporain. 

## Biographie

### Origines
Joël Hubaut est né en 1947 à Amiens.
Il vit à Réville en Normandie et enseigne à l'École supérieure d'arts et médias de Caen depuis 1978. Il commence son travail à la fin des années 1960, stimulé par les écrits de William S. Burroughs, la musique d'Erik Satie, le pop art et les réflexions théoriques du groupe BMPT.

### Parcours
Mixant toutes ces sources hétéroclites, Joël Hubaut oriente son activité vers un mixage hybride et monstrueux qu'il qualifie avec humour de « Pest-Moderne ».
Il crée à partir de 1970 ses premiers signes » d'écriture épidémik « qui envahissent tous les supports, objets-corps humains-véhicules-sites-etc. développant un processus « rhizomique » pluridisciplinaire et intermédia sous forme d'installations et de manœuvres. Il crée et anime un espace alternatif : « NOUVEAU MIXAGE » de 1978 à 1985 (installation-vidéo-peinture-poésie-concert-performance). En 1980 il réalise une performance avec Jean-Jacques Lebel et Barbara Heinisch au ARC - Musée d'Art Moderne à Paris. En 1986 il réalise une performance avec Félix Guattari au Café de la Danse à Paris.
Il fonde en 1987 les éditions de la CREM (conceptuelle rapide et maximale). Premier livre avec Ghérasim Luca et dix publications ; poèmes /photos /dessins et textes théoriques. Il dirige également la revue sonore « FRACTAL MUSIK « sur CD audio produite par la Station Mir, trois albums de musiques d'artistes ; Sati-Tati-Kaki, Opérette d'artistes et No repeat-No repeat, et anime à partir de 1996 les soirées Hiatus (cabaret-café littéraire) au Frac de Basse-Normandie.
Joël Hubaut est un artiste difficilement classable. Réalisant surtout des installations, des dessins, des peintures et objets divers, il est paradoxalement d'abord connu pour ses performances et ses textes poétiques. Plaçant l'épidémie et la contamination (acte prémonitoire) au centre d'une réflexion sur l'art et la société, son recours à la parodie et à la dérision peut alors prendre une dimension véritablement tragique. La déstabilisation engendrée par la polyvalence de son activité dispersée, l'énergie décalée et la pratique de l'absurde qu'il étend à toute sorte de manifestation inattendue dans le système de l'art contemporain ou ailleurs témoignent de sa singularité. Il expose et performe régulièrement en France et à l'étranger.
Il travaille avec la galerie Lara Vincy Paris depuis 1980 et a participé à de nombreux festivals Polyphonix. Nombreuses manifestations en Europe, mais aussi aux États-Unis, Canada, Russie, Mexique, Japon, Chine. Depuis 1994, il est représenté par la galerie du Jour - agnès b.. Il a aussi régulièrement collaboré avec le sérigraphe Alain Buyse.
En 1982, il obtient le record du monde de lancer de camembert, discipline sportive qu'il a inventée.

## Albums de musique
- Sati-Tati-Kaki
- Opérette d'artistes
- No repeat-No repeat
- Bacterial Voice Epidemia avec Déficit Des Années Antérieures & Manou
- Das Mädchen mit dem grünen Schraubendreher avec Kommissar Hjuler & L.S.D.
- The inevitalble Krystal "Belle" Boyd record avec Mama Baer